# Hippopsis campaneri
Hippopsis campaneri là một loài bọ cánh cứng trong họ Cerambycidae.